# Bertrange (Moselle)
Bertrange település Franciaországban, Moselle megyében. Lakosainak száma 2900 fő (2022. január 1.). Bertrange Guénange, Illange, Uckange, Volstroff, Yutz és Stuckange községekkel határos.

## Népesség
A település népességének változása:
| Lakosok száma | 1522 | 1900 | 1900 | 2196 | 2796 | 2762 | 2691 | 2801 | 2808 | 2900 |
|               | 1968 | 1982 | 1990 | 2006 | 2013 | 2015 | 2017 | 2019 | 2020 | 2022 |